# چوب بیسبال

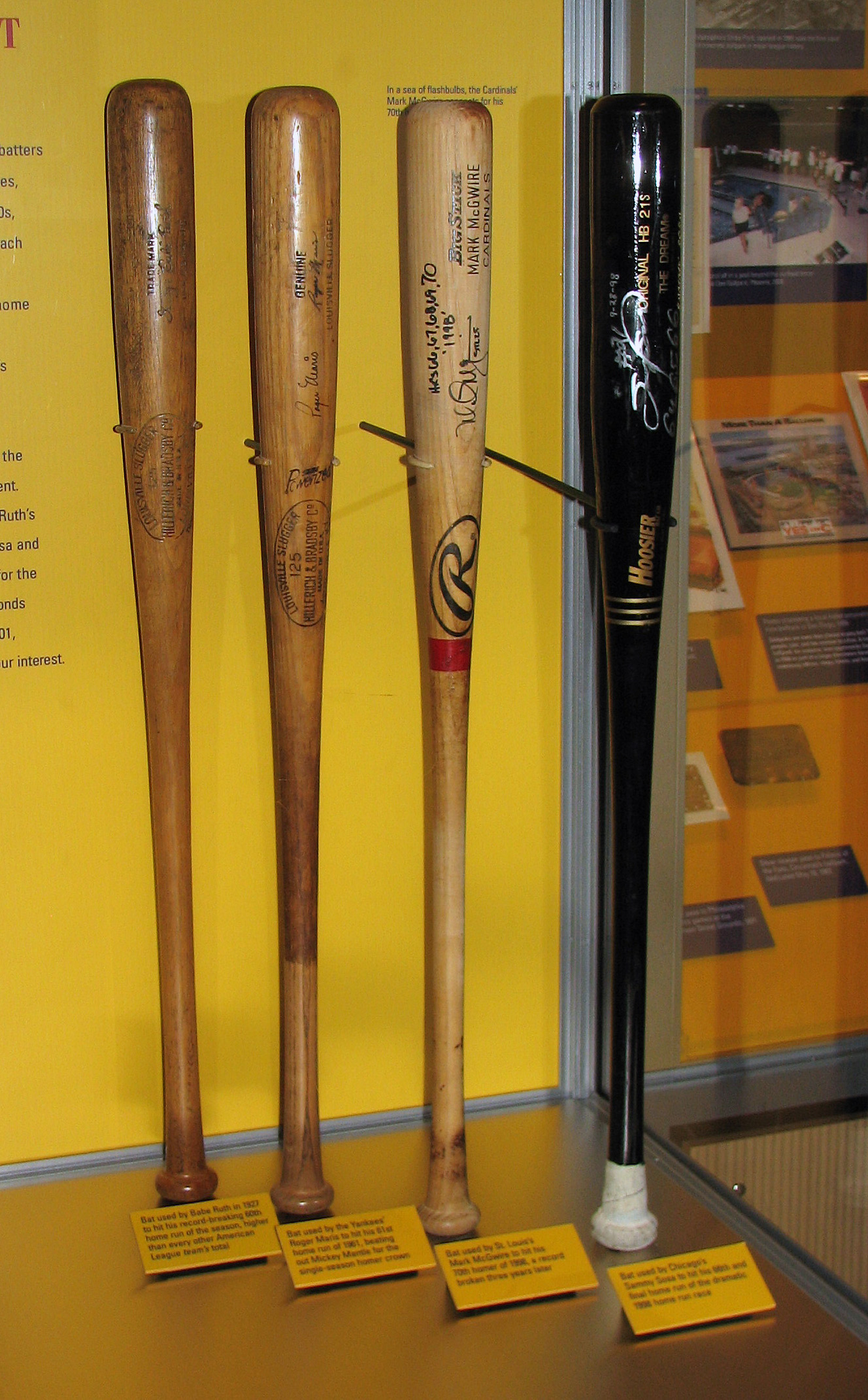
چهار چوب بیسبال دارای اهمیت تاریخی که در تالار مشاهیر ملی بیسبال در آمریکا به نمایش گذاشته شده‌اند.

چوب بیسبال، وسیله‌ای چوبی یا فلزی است که در ورزش بیسبال مورد استفاده است. این چوب برای ضربه زدن به توپ بعد از پرتاب توسط پیچر ساخته شده‌است. طبق مقررات، عرض این چوب در ضخیم‌ترین نقطه نباید بیش از ۲٫۷۵ اینچ (۷٫۰ سانتیمتر) باشد. طول آن نیز نباید بیش از ۴۲ اینچ (۱٫۰۶۷ متر) باشد. در گذشته، وزن چوب‌ها حدود ۳ پوند (۱٫۴ کیلوگرم) بود اما امروزه چوب‌هایی با وزن حدود ۹۴۰ گرم تا یک کیلوگرم مرسوم هستند.

## مواد و ساخت
چوب بیسبال از چوب سخت یا آلیاژهای فلزی (معمولاً آلومینیوم) ساخته می‌شوند. اکثر این چوب‌ها از چوب درختان زبان گنجشگ ساخته می‌شوند. چوب‌های مورد استفادهٔ دیگر شامل افرا، گردوی گرمسیری و بامبو هستند و از میان آن‌ها چوب افرا به دلیل وزن کمتر محبوبیت بیشتری دارد.

## به عنوان سلاح
چوب‌های بیسبال گاهی به عنوان سلاحی چماق مانند استفاده می‌شوند. این وسیله معمولاً توسط جنایتکاران و باندهای خلافکار به‌عنوان یک سلاح استفاده می‌شود.